# Danh sách thành phố và huyện của Lesotho
Đây là danh sách viết thành phố và huyện của Lesotho.
Lesotho là một quốc gia nội lục ở Nam Phi, và nằm bên trong Cộng hòa Nam Phi. Lesotho bao gồm 10 huyện (hay quận) và 10 thành phố.

## B
- Berea
- Butha-Buthe

## L
- Leribe

## M
- Mafeteng
- Maseru
- Mohales Hoek
- Mokhotlong

## Q
- Qachás Nek
- Quthing

## T
- Thaba-Tseka